# Eriz
Eriz é uma comuna da Suíça, no Cantão de Berna, com cerca de 515 habitantes. Estende-se por uma área de 21,77 km², de densidade populacional de 24 hab/km². Confina com as seguintes comunas: Beatenberg, Habkern, Horrenbach-Buchen, Oberlangenegg, Röthenbach im Emmental, Schangnau, Teuffenthal.
A língua oficial nesta comuna é o Alemão.